# Схистостега
Схистосте́га (лат. Schistostega), или светящийся мох, — род мхов из семейства Схистостеговые (Schistostegaceae). Согласно большинству источников, включает один вид (Schistostega pennata); по данным базы The Plant List, выделяется также второй вид, Schistostega fulva. Название происходит от греческого σχιστός (расщеплённый) и στέγη (кровля): Даниэль Мор, описавший вид, ошибочно считал крышечку коробочки мха расщеплённой на сегменты.

## Биологическое описание

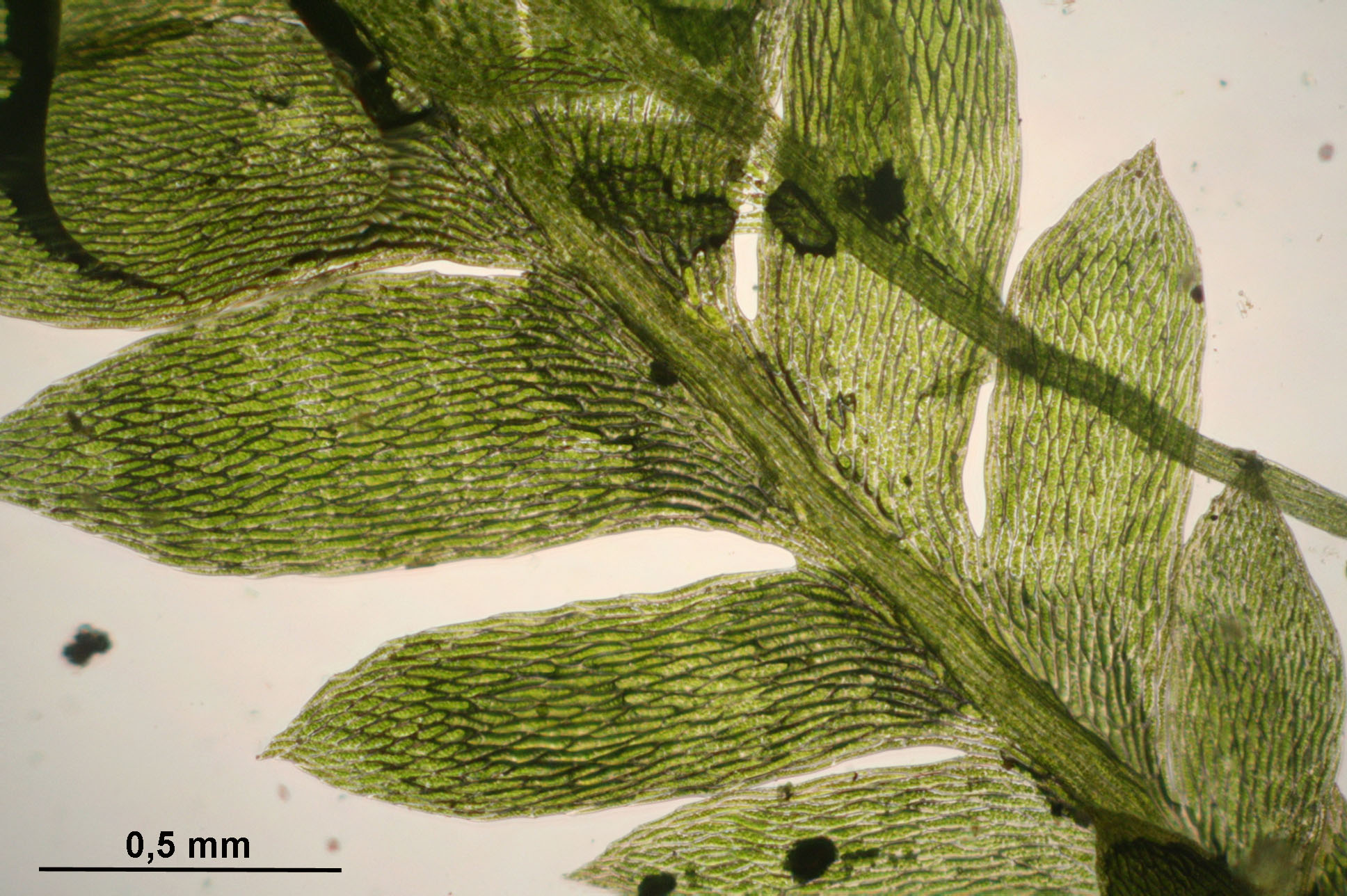
Schistostega pennata под микроскопом

Мелкий однолетний мох. Дерновинки рыхлые, мягкие, светло-зелёные или сизоватые. Стебли простые, прямостоячие, высотой до 1 см, с ризоидами. Представлена гаметофитом и протонемой, на которой развиваются два типа побегов — стерильные и генеративные. Листья на стерильных побегах двухрядные, ромбовидные, продольно-прикреплённые, сросшиеся основаниями. На генеративных — ланцетные, вверху пятирядные, поперечно-прикреплённые. Коробочка прямостоячая, овальная или шаровидная; перистом отсутствует; крышечка маленькая, выпуклая. Размножение вегетативное, с помощью образующихся на протонеме протонемных веточек.
Протонема схистостеги приспособлена для фотосинтеза в условиях недостаточного освещения; её пластинка всегда ориентирована перпендикулярно направлению световых лучей. На ней образуются нити, содержащие крупные линзовидные клетки, хлоропласты в которых находятся в нижней части. Они отражают сфокусированный свет, который следует обратно к источнику, в результате чего протонема под «правильным» углом (наблюдатель не должен заслонять природный источник света, но должен быть близок к нему по углу) светится мягким золотисто-зелёным светом.

## Ареал
Род встречается в Северной и Центральной Европе, Китае и Японии, США и Канаде. В некоторых районах обычен, в других редок. В России присутствует в европейской части, в Сибири и на Дальнем Востоке.

## Среда обитания
Растёт в пещерах, трещинах скал, в дуплах и под корнями упавших деревьев (особенно ели и сосны), на почве в малоосвещённых местах, иногда на камнях и обрывах. Именно произрастание в подобных условиях способствовало развитию приспособлений для улавливания света. Почвы предпочитает песчаные, супесчаные или торфянистые. Может расти на богатой гумусом почве в сосновых и смешанных лесах.

## В культуре

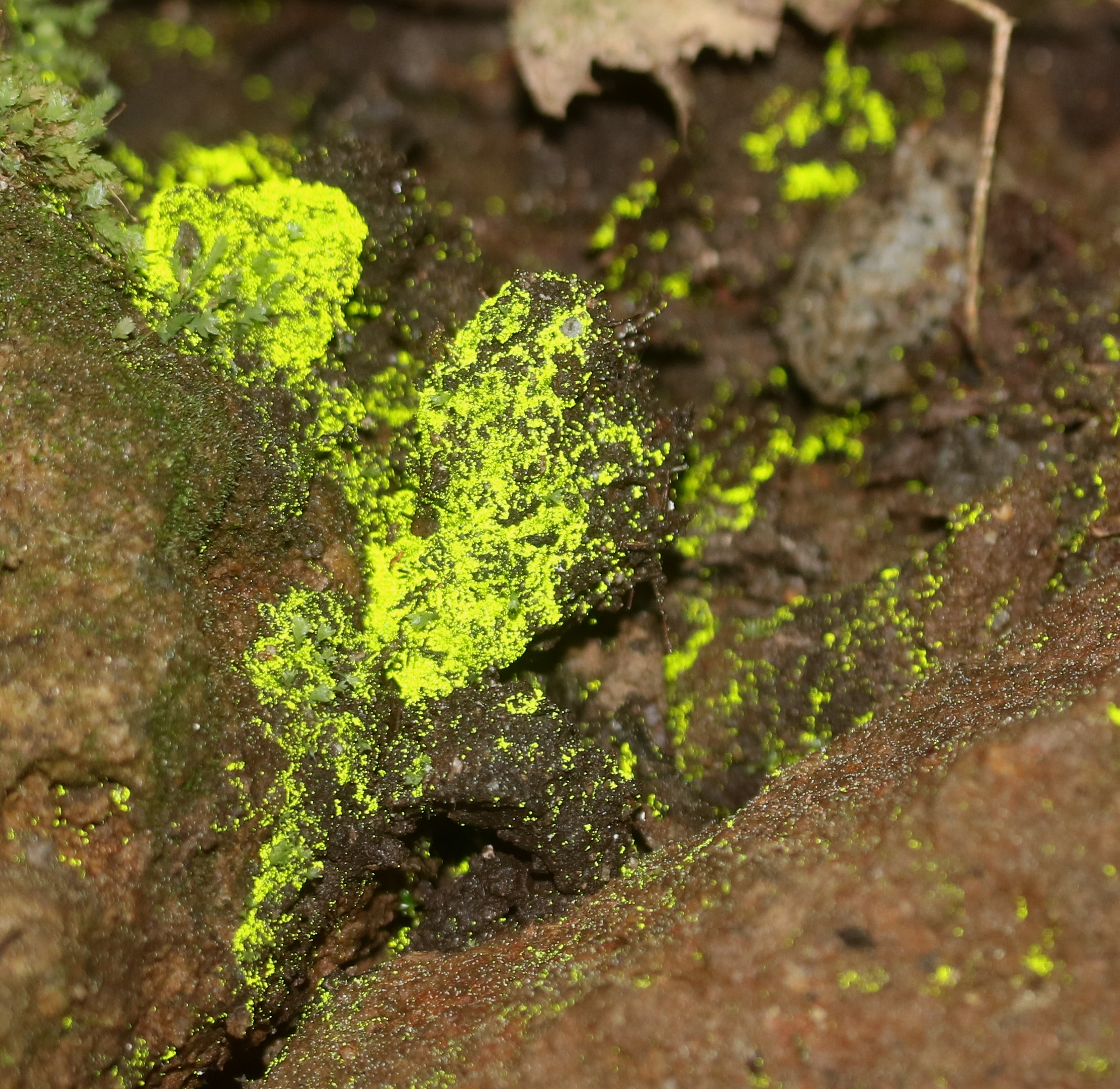
Свечение схистостеги

В Европе, где вид распространён достаточно широко, свечение схистостеги издавна привлекало к себе внимание. Оно очень хорошо заметно в полумраке пещер или расщелинах скал и послужило источником легенд о таинственных золотых кладах, не дающихся в руки. Антон Кернер в своей «Жизни растений» (1890—1891) описывал его следующим образом: «Если в отверстие грота или через расщелину пещеры заглянуть в её полость, то в глубине она представится совершенно тёмной … между тем как на дне её блестят и переливаются бесчисленные золотисто-зелёные светящиеся точки, так что можно подумать, будто маленькие изумруды рассыпаны там по земле». Однако стоит извлечь светящийся предмет из пещеры, как он превращается в кусочек обычной земли, местами покрытой зеленоватыми нитями мха. Кернер резюмирует: «…становится понятным, откуда произошли сказки о шаловливых гномах, о пещерных духах, показывающих жадным смертным золото и алмазы. Восхищенные кладоискатели с восторгом принимаются за работу, но гномы готовят им сильное разочарование: когда открывают мешки с нарытым второпях пещерным кладом, то вместо самоцветных камней из них вываливается грязная земля». Не случайно на разных языках схистостега называется «драконьим» или «гоблинским» золотом.
В Японии, на Хоккайдо, существует «памятник» схистостеге: в небольшой пещере, высотой в рост маленького ребёнка, многочисленные растения под определённым углом дают великолепные отражения; эффект пропадает при перемещении. Другой памятник природы выделен в парке Китаномару в центре Токио, в развалинах замка Эдо. Более того: о схистостеге написана опера «Светящийся мох» (автор Икума Дан), основанная на одноимённой книге Тайдзюна Такеды. В 1992 году по тому же роману был снят фильм ужасов с тем же названием.